# Live: In the Shadow of the Blues
In The Shadow Of The Blues est le dernier album live du groupe de rock Whitesnake, sorti en novembre 2006.

## Liste des titres

### CD 1
1. "Bad Boys" (Coverdale, Sykes) — 6:22
2. "Slide It In" (Coverdale) — 5:11
3. "Slow & Easy" (Coverdale, Moody) — 6:54
4. "Love Ain't No Stranger" (Coverdale, Galley) — 4:31
5. "Judgement Day" (Coverdale, Vandenberg) — 5:33
6. "Is This Love" (Coverdale, Sykes) — 4:57
7. "Blues for Mylene '06" (Aldrich) — 3:31
8. "Snake Dance '06" (Aldrich, Coverdale) — 2:03
9. "Crying in the Rain" (Coverdale) — 5:46
10. "Ain't No Love in the Heart of the City" (Price, Walsh) — 8:44
11. "Fool for Your Loving" (Coverdale, Marsden, Moody) — 4:51
12. "Here I Go Again" (Coverdale, Marsden) — 5:53
13. "Still of the Night" (Coverdale, Sykes) — 8:38

### CD 2
1. "Burn - Stormbringer" (Blackmore, Coverdale, Lord, Paice) — 8:38
2. "Give Me All Your Love Tonight" (Coverdale, Sykes) — 4:27
3. "Walking in the Shadow of the Blues" (Coverdale, Marsden) — 5:10
4. "The Deeper the Love" (Coverdale, Vandenberg) — 4:31
5. "Ready & Willing" (Coverdale, Lord, Moody, Murray, Paice) — 5:41
6. "Don't Break My Heart Again" (Coverdale) — 6:08
7. "Take Me with You" (Coverdale, Moody) — 7:51
8. "Ready to Rock" (Aldrich, Coverdale) — 4:19
9. "If You Want Me" (Aldrich, Coverdale) — 4:09
10. "All I Want Is You" (Aldrich, Coverdale) — 4:12
11. "Dog" (Coverdale) — 3:27

## Composition du groupe
- David Coverdale - chants
- Doug Aldrich - guitare
- Reb Beach - guitare
- Timothy Drury - claviers
- Tommy Aldridge - batterie
- Uriah Duffy - basse